# Corsia clypeata
Corsia clypeata ist eine blattgrünlose Pflanzenart aus der Familie der Corsiaceae. 

## Merkmale
Wie alle Arten der Gattung hat auch Corsia clypeata die Photosynthese aufgegeben und bildet dementsprechend kein Chlorophyll mehr. Stattdessen lebt sie myko-heterotroph von einem Pilz.
Corsia clypeata ist eine ausdauernde Pflanze, die nur zur Blütezeit oberirdisch wächst. Sie ist vollständig purpurn. Aus dem Rhizom sprießt dann ein bis zu 15 Zentimeter langer, zylindrischer Stängel. Das Blattwerk ist 6 bis 12 Millimeter lang, spitz und fünfnervig. Die Tragblätter sind den Laubblättern gleich, jedoch etwas länger.
Die aufrechten Einzelblüten sind endständig und stehen an Blütenstielen, die 1 bis 2 Zentimeter lang sind. Von den sechs Blütenblättern (je drei Tepalen in zwei Blütenblattkreisen) sind fünf linealisch, zur Spitze hin stumpf, 5 bis 6,5 Millimeter lang und 1 bis 1,5 Millimeter breit, ein- oder dreinervig und glatt. 
Das oberste sechste, das sogenannte Labellum, ist glatt, breit eiförmig, spitz zulaufend und stark vergrößert (rund 9 Millimeter lang und 8 Millimeter breit), sein Ansatz ist herzförmig. Von der Mittelrippe gehen sieben Seitenrippen zu jeder Seite ab. Der Kallus ist schildartig nierenförmig, 3,5 Millimeter lang, 4 Millimeter breit und glatt. Nebenkalli fehlen vollständig. 
Am Ansatz ist das Labellum direkt mit dem rund 1 Millimeter langen Gynostemium verwachsen. Die freien Staubfäden sind 1 bis 1,5 Millimeter, die gelben Staubbeutel 1 Millimeter lang. Der Griffel ist 1 Millimeter, der Fruchtknoten 12 Millimeter lang und fein getüpfelt, die Kapselfrucht 9 Millimeter lang. 

## Verbreitungsgebiet
Corsia clypeata ist nur einmal in Papua-Neuguinea im Krätke-Gebirge auf dem Mount Elandora auf 2130 m Höhe aufgesammelt worden.

## Systematik
Corsia clypeata wurde 1972 von Pieter van Royen erstbeschrieben. Als einzige Art der Gattung fehlen ihr jegliche Nebenkalli, sie steht aber trotzdem Corsia ornata sowie Corsia arfakensis nahe. Sie wird wie diese in der Sektion Sessilis platziert, da das Labellum direkt mit dem Gynostemium verwachsen ist. 

## Nachweise
- P. Van Royen: Sertulum Papuanum 17. Corsiaceae of New Guinea and surrounding areas. In: Webbia. 27: 223–255, 1972